# マーク (GOT7)
マーク（英: Mark、朝: 마크、1993年9月4日 - ）は、韓国のボーイズグループ GOT7 のメンバーであり、歌手。 本名はマーク・イエン・トゥアン（英: Mark Yien Tuan、繁: 段宜恩）。米国出身。おもにラップとマーシャルアーツ・トリッキングを担当している。

## プロフィール
米国カリフォルニア州ロサンゼルス出身の台湾系アメリカ人。年少のころブラジルとパラグアイに住んでいたこともあり、のちにロサンゼルスに住む。家族は両親、2人の姉、弟。家の中では中国語を話すように育ったため、中国語の話し言葉はできる。
マークの父によると“Mark” という名前はマルコによる福音書にちなみ、中国語の名前“宜” は 輩行字(はいこうじ), “恩”の文字は娘2人の後に男の子を授かった感謝を表している。 

## 来歴

### デビュー前
マークは高校生の時にJYPエンターテインメントにスカウトされオーディションに招待されるまで、K-POPのことを知らず、ダンスや歌の技能もなくアイドルになる考えは無かった。 友達の勧めを受けてオーディションを受けた。オーディションに合格後、彼は渡韓し、JYPエンターテインメントで3年半訓練生として過ごし、そのうち2年間をマーシャルアーツ・トリッキングの練習を重ねた。
マークは2011年通信会社のコマーシャルでテレビに初めて登場した。その後2013年9月にMnetのリアリティ番組WIN: Who Is Nextで、後のGOT7のメンバージャクソン、ベンベン、ユギョム、らとともにJYP訓練生として登場した。

### 2014年 - 現在
2014年1月16日に GOT7のミニアルバムGot it?でデビュー。

2021年1月19日、JYPエンターテインメントにおけるGOT7メンバー全員の7年の契約期間が満了し、同日をもって事務所を退社した。

## 出演
グループでの出演はGOT7を参照してください。

### テレビ
- 2017年 -  SBS 「ジャングルの法則　ニュージーランド編」(韓国語)(2017年5月27日 - 6月19日放送)[9][10]
- 2017年 - 中国 CCTV 我們一起上春晩 (Let's Join The New Year's Gala)(2018年11月23・30日放送分)[11]
- 2019年 - XtvN 「GOT7のレアルタイ」 (タイ放送局True4Uにおいても放映）[12]

## 音楽
マークはGOT7の楽曲の作詞・作曲にも参加している。

### シングル (ソロ曲)
- Outta My Head (2020年)